# فيرجال دوهرتي
فيرجال دوهرتي (بالإنجليزية: Fergal Doherty)‏ هو لاعب كرة القدم الغالية بريطاني، ولد في 7 أكتوبر 1981 في Bellaghy ‏ في المملكة المتحدة.